# 小口絵理子
小口 絵理子（おぐち えりこ、1974年9月25日 - 2013年12月16日）は、日本のフリーアナウンサー、元ニッポン放送アナウンサー。長野県諏訪市出身。

## 来歴・人物
長野県諏訪清陵高等学校、日本大学芸術学部映画学科演技コース卒業。出演した大学卒業制作『夢二人形』（1998年）がカンヌ国際映画祭にノミネートされる。
高校時代は端艇部（ボート部）に所属し、1992年に、宮崎高校総体（インターハイ）で女子舵手つきフォアで3位、山形べにばな国体で同種目3位、となる。
1998年ニッポン放送にアナウンサーとして入社（同期は福永一茂）。
2003年11月にバセドウ病で体調を崩し、長期療養のために退職する。
2004年8月から1年間、長野県庁から派遣されて中国の河北大学に留学し、留学生寮で生活した。
帰国後の2005年11月からフリーアナウンサーとしてJ-WAVEで毎週金曜日の日中にニュースを担当し、ニッポン放送で高嶋秀武や垣花正らがたびたび話題として扱った。
2005年10月から3月まで放送されたブリタモリ大百科事典」内の1コーナー「りそな銀行Presents ブリタモリ応接室〜社長さんがやってきた!〜」で、3年ぶりにCMに出演する。
2006年4月からニッポン放送で高嶋ひでたけとともに再び番組を担当する。
2007年12月24日の第33回ラジオ・チャリティー・ミュージックソンで、小口と高嶋秀武とともにゲスト出演した林家たい平が、同年小口の結婚をうっかり吐露。年が明けてから発表する予定だったが、翌日の高嶋ひでたけの特ダネラジオ 夕焼けホットラインで正式に公表した。
2010年3月15日から子宮筋腫のため長期入院、6月7日に復帰。
2011年8月31日に自身が校長を務める「小口絵理子のアナウンススクール」を開校する。同校はアナウンサー育成、一般的な就職活動（面接）対策、結婚式などの司会技術指導、プレゼンテーション技術向上指導、ボイストレーニングなどの講座を設けた。同校のウェブサイトは、小口自身の活動情報も更新して小口の公式ページとしても機能した。
2011年11月26日に「モンスターハンターフロンティアオンライン」のCMで解説役の畑正憲（ムツゴロウ）と共にアナウンサー役として出演する。
2012年3月12日に「国際コムギ大使」となる。
2012年6月18日に「別冊正論17号 The SEIRON WOMAN」へ寄稿する。
2013年12月16日午前6時頃、卵巣癌のため死去。39歳没。死去は、12月24日にニッポン放送『高嶋ひでたけのあさラジ!』で、メインパーソナリティの高嶋秀武が公表した。通夜と葬儀は、本人の希望で近親者のみの密葬で20日と21日に行い、通夜に三宅裕司やニッポン放送の関係者が参列した。

## 過去の出演番組
- 高嶋ひでたけのお早よう!中年探偵団（2004年3月19日終了）
- 三宅裕司のザ・ベスト30スゲェ!!
- テリー伊藤のってけラジオ
- 高田文夫のラジオビバリー昼ズ（金曜）
- お願い!DJ!小林克也はっぴぃウィークエンド（ジングル）
- ブロードバンド!ニッポンフライデースペシャル丸の内OL探偵団
- 桜組のツインズバッテリー（2009年11月10日 - 2010年3月23日）
- 高嶋ひでたけの特ダネラジオ 夕焼けホットライン（2006年4月3日 - 2010年6月25日、ニッポン放送 月 - 金曜15:30 - 17:30）アシスタント
- あの時そこに歌があった
- 勝谷誠彦のこれがニュースだ!（2011年4月4日- 9月26日）
- 小口絵理子の広がれ!関東かてめんの輪（「高田文夫のラジオビバリー昼ズ」内、2012年7月2日 - 9月28日）
- 上柳昌彦 ごごばん!（月曜日すてきなおでかけタイムコーナー担当、2012年1月16日 - 9月24日）
- ニコ生×BLOGOS（2011年9月2日 - 2013年）
- 森永卓郎のBLOGOS経済塾（2011年10月19日 - 2013年）
- フィンガー5アキラの青春ヒットカモーーーン!（2012年9月17日、NHKラジオ第1放送）
- BS11【山口義行の中小企業新聞】（2013年4月24日〜10月23日まで7回出演）

## CM
- モンスターハンターフロンティアオンライン
- ガリバーインターナショナル
- 産経新聞
- 司法書士法人新宿事務所

## 映画
- 夢二人形(1998年) - 大学在学中に出演。竹久夢二の妻・たまき役。カンヌ国際映画祭（1999年）正式出品作品。